# Remzi Öztürk
Remzi Öztürk (ur. 2 maja 1964) – turecki zapaśnik w stylu klasycznym. Olimpijczyk z Barcelony 1992, gdzie zajął jedenaste miejsce w kategorii 52 kg. Srebro na mistrzostwach świata w 1989. Brązowy medalista mistrzostw Europy w 1992. Drugi na igrzyskach śródziemnomorskich w 1993 roku.